# Komárov, Olomouc
Komárov là một làng thuộc huyện Olomouc, vùng Olomoucký, Cộng hòa Séc.